# Терновка (Терновський район)
Терновка (рос. Терновка) — село у Терновському районі Воронезької області Російської Федерації.
Населення становить 5671 особу. Входить до складу муніципального утворення Терновське сільське поселення.

## Історія
Населений пункт розташований у межах історичного регіону Чорнозем'я.
Від 1929 року належить до Терновського району, спочатку в складі Центрально-Чорноземної області, а від 1934 року — Воронезької області.
Згідно із законом від 15 жовтня 2004 року входить до складу муніципального утворення Терновське сільське поселення.

## Населення
| 1959 | 1970  | 1979  | 1989  | 2002  | 2010  |
| ---- | ----- | ----- | ----- | ----- | ----- |
| 3261 | ↗4555 | ↘4275 | ↗5158 | ↘4769 | ↗5671 |